# Vrâncioaia (gmina)
Vrâncioaia – gmina w Rumunii, w okręgu Vrancea. Obejmuje miejscowości Bodești, Muncei, Ploștina, Poiana, Spinești i Vrâncioaia. W 2011 roku liczyła 2576 mieszkańców.